# Pyramica flagellata
Pyramica flagellata är en myrart som först beskrevs av Taylor 1962.  Pyramica flagellata ingår i släktet Pyramica och familjen myror. Inga underarter finns listade i Catalogue of Life.